# Tragelaphini
Tragelaphini – plemię ssaków z podrodziny bawołów (Bovinae) w obrębie rodziny wołowatych (Bovidae).

## Zasięg występowania
Plemię obejmuje gatunki występujące w Afryce.

## Podział systematyczny
Do plemienia należy według poszczególnych ujęć systematycznych jeden lub pięć rodzajów; tutaj klasyfikacja za Mammals Diversity Database i All the Mammals of the World (2023) z jednym występującym współcześnie rodzajem:
- Tragelaphus de Blainville, 1816 – niala

Opisano również rodzaj wymarły:
- Pheraios Kostopoulos & Koufos, 2006

Takson wymarły o niepewnej pozycji systematycznej:
- „Hippotragus” priscus (Arambourg, 1979)